# Magyarbóly
Magyarbóly (Duits: Ungarisch-Bohl) is een plaats (község) en gemeente in het Hongaarse comitaat Baranya. Magyarbóly telt 1056 inwoners (2001).